# Attriteur
Un attriteur, ou broyeur à attrition, est un broyeur dans lequel le broyage de la matière est réalisé par usure des particules entre des billes mises en mouvement soit au moyen de pales rotatives dans un récipient fixe, soit au moyen de la rotation du récipient, soit par agitation du récipient. Il s'agit d'une wikt:comminution, autrement dit de réduire en poudre une matière.

## Fonctionnement
Le système utilise le principe de l'attrition, en mélangeant dans une cuve résistante à l'abrasion le produit et les billes. Le produit est ensuite séparé des billes et récupéré sous forme de poudre fine.
Les billes abrasives sont de diamètre de petites tailles, moins de 3 mm pour les plus grosses et jusqu'à 0,1 millimètre pour les plus petites, permettant d'obtenir une poudre de matière d'une finesse jusqu'à un micromètre. Il existe des billes en céramique, en diamant, en matériau composite...
L'attriteur est conçu comme un équipement de paillasse dans lequel les ingrédients et les billes sont insérées dans la chambre, puis versées pour être séparées, ou comme un équipement de process avec séparation automatique des poudres, par exemple par pression d'air comprimé à travers une membrane. Le produit est alors évacué directement vers les cuves de mise en œuvre.

### Exemple d'application
- Pigments de peinture
- Poudres mise en œuvre dans des préparations cosmétiques ou pharmaceutiques
- Minerais

## Broyabilité
La matière réduite en poudre doit être prise en compte dans le choix et les paramètres de l'attriteur, notamment par rapport à sa broyabilité et la granularité que l'on souhaite obtenir.

## Autres technologies de broyage
Il existe diverses technologies de broyage des poudres :
- par écrasement lent, type meule ou broyeur. L'attriteur appartient à cette famille ;
- par écrasement par percussion, par choc ou boulet, éventuellement par chute verticale ;
- par projection.